# Società Polisportiva Ars et Labor 1934-1935
Questa voce raccoglie le informazioni riguardanti la Società Polisportiva Ars et Labor nelle competizioni ufficiali della stagione 1934-1935.

## Stagione
La società biancazzurra cambia ancora volto. Il nuovo presidente è Luigi Orsi il quale, garantendo la continuità "danubiana", quale allenatore della SPAL ingaggia l'ungherese Mihály Balacics. Sarà una stagione di transizione per la Serie B, che dal 1935-1936 tornerà a girone unico. Si dovrà quindi ricorrere ad una scrematura degli organici, tanto che per rimanere in cadetteria bisognerà classificarsi fra le prime otto del girone. 
Col portiere Archimede Valeriani fra i pali, i gol di Savino Bellini e Giordano Varoli con 11 centri a testa e le 9 reti di Giuseppe Ugolini, gli estensi disputano un girone di testa, raggiungendo con due giornate di anticipo la matematica certezza di qualificarsi per la futura Serie B unificata. A due giornate dal termine la SPAL era ancora in corsa per il primato, poi però sono arrivate le sconfitte con l'Aquila in casa ed a Bari nell'ultima giornata, dove ha fatto da spettatrice all'apoteosi dei pugliesi neopromossi in Serie A.

## Rosa
| N. |                   | Ruolo | Calciatore             |
| -- | ----------------- | ----- | ---------------------- |
|    | Italia (bandiera) | A     | Savino Bellini         |
|    | Italia (bandiera) | C     | Gino Bellotti          |
|    | Italia (bandiera) | C     | Francesco Bergonzoni   |
|    | Italia (bandiera) | A     | Gino Bolognese         |
|    | Italia (bandiera) | A     | Bruno Braga            |
|    | Italia (bandiera) | D     | Cesare Cambi           |
|    | Italia (bandiera) | P     | Enzo Caselli           |
|    | Italia (bandiera) | D     | Ermelindo D'Agostini   |
|    | Italia (bandiera) | C     | Giovanni Giva Magnetti |
|    | Italia (bandiera) | D     | Bruno Longo            |

| N. |                   | Ruolo | Calciatore           |
| -- | ----------------- | ----- | -------------------- |
|    | Italia (bandiera) | D     | Luigi Olasi          |
|    | Italia (bandiera) | D     | Renato Pasquinucci   |
|    | Italia (bandiera) | A     | Ermanno Poggipollini |
|    | Italia (bandiera) | C     | Nello Tedeschini     |
|    | Italia (bandiera) | D     | Giancarlo Genesini   |
|    | Italia (bandiera) | A     | Vinicio Tumiati      |
|    | Italia (bandiera) | C     | Filippo Tumiati      |
|    | Italia (bandiera) | A     | Giuseppe Ugolini     |
|    | Italia (bandiera) | P     | Archimede Valeriani  |
|    | Italia (bandiera) | A     | Giordano Varoli      |

## Risultati

### Serie B (girone B)

#### Girone di andata
| Arbitro: | Gianni (Pisa) |

|  |           |              |
|  | Marcatori | 20’ Biassoni |

| Arbitro: | Scotto (Savona) |

|                    |           |                       |
| D'Odorico 65’, 87’ | Marcatori | 80’ Ugolini 84’ Braga |

| Arbitro: | Conticini (Firenze) |

|                                  |           |               |
| Varoli 39’ Cambi 65’ Ugolini 75’ | Marcatori | 73’ Pavanello |

| Arbitro: | De Jurco (Trieste) |

|             |           |            |
| Spinato 52’ | Marcatori | 34’ Varoli |

| Arbitro: | Collina (Savona) |

|                                              |           |                       |
| Vatta I 2’ (aut.) Bellini 4’, 71’ Varoli 37’ | Marcatori | 80’ Buich 89’ Luciani |

| Arbitro: | Biancone (Roma) |

|                                   |           |             |
| Ugolini 5’ Bellini 82’ Varoli 89’ | Marcatori | 74’ Bianchi |

| Arbitro: | Bertone (Torino) |

|                                                      |           |           |
| Croci 3’, 47’ Foglia 39’ Camisaschi 51’ Costanzo 89’ | Marcatori | 55’ Braga |

| Arbitro: | Gondola (Monfalcone) |

|  |           |            |
|  | Marcatori | 30’ Varoli |

| Arbitro: | Saracini (Ancona) |

|                                                                      |           |                      |
| Ugolini 10’ Bolognese 15’ Bellini 49’ Varoli 53’ Tumiati II 59’, 61’ | Marcatori | 8’ Gorini 63’ Gregar |

| Arbitro: | Moretti (Genova) |

|                                        |           |             |
| Brossi 2’ Nebbia 52’ (rig.) Pacini 81’ | Marcatori | 46’ Bellini |

| Arbitro: | Salvatori (Roma) |

|             |           |           |
| Ugolini 64’ | Marcatori | 3’ Melani |

| Arbitro: | Mazza (Genova) |

|             |           |              |
| Bellini 13’ | Marcatori | 53’ Kossovel |

| Arbitro: | Mazza (Torre del Greco) |

|                         |           |  |
| Ponzinibio 5’ Dapas 12’ | Marcatori |  |

| Arbitro: | Bartolini (Pisa) |

|                                       |           |             |
| Rossi I 28’ (rig.) Remigi 56’ Bon 80’ | Marcatori | 5’ Bellotti |

| Arbitro: | Carletti (Ancona) |

|                         |           |  |
| Bellotti 54’ Varoli 76’ | Marcatori |  |

#### Girone di ritorno[4]
| Arbitro: | Sassi (Roma) |

|               |           |              |
| Locatelli 26’ | Marcatori | 22’ Bellotti |

| Arbitro: | Gamba (Napoli) |

|                             |           |               |
| Poggipollini 24’ Varoli 85’ | Marcatori | 40’ D'Odorico |

| Arbitro: | Dattilo (Roma) |

|                                              |           |               |
| Sudati 18’, 28’ Pavanello 63’ Torti 73’, 81’ | Marcatori | 53’ Bolognese |

| Arbitro: | Soliani (Genova) |

|                         |           |             |
| Varoli 65’ Bellotti 68’ | Marcatori | 19’ Spinato |

| 17 marzo 1935 20ª giornata | Grion Pola | – Partita non disputata per il ritiro del GRION POLA | SPAL |  |

| Arbitro: | Saracini (Ancona) |

|          |           |  |
| Landi 4’ | Marcatori |  |

| Arbitro: | Pirovano (Monza) |

|              |           |  |
| Bellotti 51’ | Marcatori |  |

| Arbitro: | Rovero (Voghera) |

|                            |           |              |
| Bellini 2’, 8’ Ugolini 42’ | Marcatori | 47’ Ferranti |

| Arbitro: | Bertolio (Torino) |

|              |           |                                |
| Busini I 43’ | Marcatori | 64’ (rig.) Bellini 85’ Ugolini |

| Arbitro: | Ciamberlini (Genova) |

|  |           |            |
|  | Marcatori | 22’ Brossi |

| Arbitro: | Biancone (Roma) |

|  |           |                              |
|  | Marcatori | 48’ Ugolini 54’, 74’ Bellini |

| Arbitro: | Bertolio (Torino) |

|  |           |                                           |
|  | Marcatori | 17’ (rig.) Varoli 41’ Bellini 80’ Ugolini |

| Arbitro: | Conticini (Firenze) |

|             |           |  |
| Bellini 41’ | Marcatori |  |

| Arbitro: | Gianelli (Genova) |

|                      |           |                                     |
| Varoli 32’ Braga 60’ | Marcatori | 5’ Battioni 25’ Bon 47’, 63’ Remigi |

| Arbitro: | Carminati (Milano) |

|                                |           |  |
| Ferrero 25’, 52’ Massiglia 55’ | Marcatori |  |